# Francie na Zimních olympijských hrách 1924
Francii na Zimních olympijských hrách v roce 1924 reprezentovala výprava 43 sportovců (41 mužů a 2 ženy) ve 9 sportech.

## Medailisté
| Medaile | Jméno                                                                 | Sport           | Soutěž            |
| ------- | --------------------------------------------------------------------- | --------------- | ----------------- |
| Bronz   | Henri Cournollet Georges André Armand Bénédic Pierre Canivet          | Curling         | Muži              |
| Bronz   | Andrée Joly-Brunetová Pierre Brunet                                   | Krasobruslení   | Sportovní dvojice |
| Bronz   | Adrien Vandelle Camille Mandrillon Georges Berthet Maurice Mandrillon | Vojenská hlídka | Muži              |